# Dudichilla crassicornis
Dudichilla crassicornis is een vliesvleugelig insect uit de familie Pteromalidae. De wetenschappelijke naam is voor het eerst geldig gepubliceerd in 1970 door Szelényi.